# Arthopyrenia lapponina
Arthopyrenia lapponina är en lavart som beskrevs av Anzi. Arthopyrenia lapponina ingår i släktet Arthopyrenia och familjen Arthopyreniaceae.   Inga underarter finns listade i Catalogue of Life.
I den svenska databasen Dyntaxa används istället namnet Arthopyrenia analepta för samma taxon.  Arten är reproducerande i Sverige.